# Asociación de Productores de Pisco (Perú)
La Asociación de Productores de Pisco es un conjunto de asociaciones peruanas que reúnen a productores de pisco en las regiones donde se autoriza a utilizar la denominación de origen "Pisco" en el Perú.
La asociación está integrada por las siguientes organizaciones.
- Asociación de Productores de Pisco de Lima (Presidente Jaime Marimón Pizarro)
- Asociación de Productores de Pisco de Ica (Presidente Julio Sotelo)
- Asociación de Productores de Pisco de Caravelí
- Asociación de Productores de Pisco de Moquegua (Presidente Víctor Paredes Rivero)
- Asociación de Productores de Pisco de Tacna (Presidente Rigoberto Sosa Ramos)

- Datos: Q5709285